# The Power Cosmic
The Power Cosmic er det fjerde studiealbum af det britiske symfonisk black metal-band Bal-Sagoth, og det første udgivet gennem Nuclear Blast Records. Det blev udgivet i 1999.

## Spor
1. "The Awakening of the Stars" – 1:30
2. "The Voyagers Beneath the Mare Imbrium" – 4:37
3. "The Empyreal Lexicon" – 6:02
4. "Of Carnage and a Gathering of the Wolves" – 6:00
5. "Callisto Rising" – 4:32
6. "The Scourge of the Fourth Celestial Host" – 6:39
7. "Behold, the Armies of War Descend Screaming from the Heavens!" – 5:54
8. "The Thirteen Cryptical Prophecies of Mu" – 5:12